# Едлинг
Едлинг (њем. Edling) општина је у њемачкој савезној држави Баварска. Једно је од 46 општинских средишта округа Розенхајм. Према процјени из 2010. у општини је живјело 4.164 становника. Посједује регионалну шифру (AGS) 9187124.

## Географски и демографски подаци
Едлинг се налази у савезној држави Баварска у округу Розенхајм. Општина се налази на надморској висини од 477 метара. Површина општине износи 20,0 km². У самом мјесту је, према процјени из 2010. године, живјело 4.164 становника. Просјечна густина становништва износи 208 становника/km².